# Raionul Pustomîtî, Liov
Pustomîtî (în ucraineană Пустомитівський район, transliterat: Pustomîtivskîi raion) este un raion în regiunea Liov, Ucraina. Reședința sa este orașul Pustomîtî.

## Demografie
Componența lingvistică a raionului Pustomîtî
     Ucraineană (98,94%)
     Alte limbi (1,06%)
Conform recensământului din 2001, majoritatea populației raionului Pustomîtî era vorbitoare de ucraineană (98,94%), existând în minoritate și vorbitori de alte limbi.